# Perkow-Reaktion
Die Perkow-Reaktion ist eine Namensreaktion aus dem Bereich der Organischen Chemie, die nach dem deutschen Chemiker Werner Perkow (1915–1994) benannt ist. Sie wird benutzt, um Ketone, die in α-Position mit Abgangsgruppen substituiert sind, mit Hilfe von Phosphiten zu Vinylphosphaten umzusetzen.

## Reaktionsmechanismus
Für die Perkow-Reaktion werden viele unterschiedliche Mechanismen vorgeschlagen. Der hier vorgestellte Mechanismus stammt aus dem Buch „Comprehensive Organic Name Reactions and Reagents“ von Zerong Wang.
Im ersten Schritt greift das Phosphit an der Carbonylgruppe an. Anschließend folgt eine Umlagerung der Phosphorgruppierung, so dass schließlich das erwünschte Vinylphosphat freigesetzt wird.

## Anwendung
Die Perkow-Reaktion wird bei der Synthese folgender Insektizide angewandt:
- Chlorfenvinphos
- Dichlorvos
- Mevinphos
- Monocrotophos
- Phosphamidon